# 萨克森中轴线

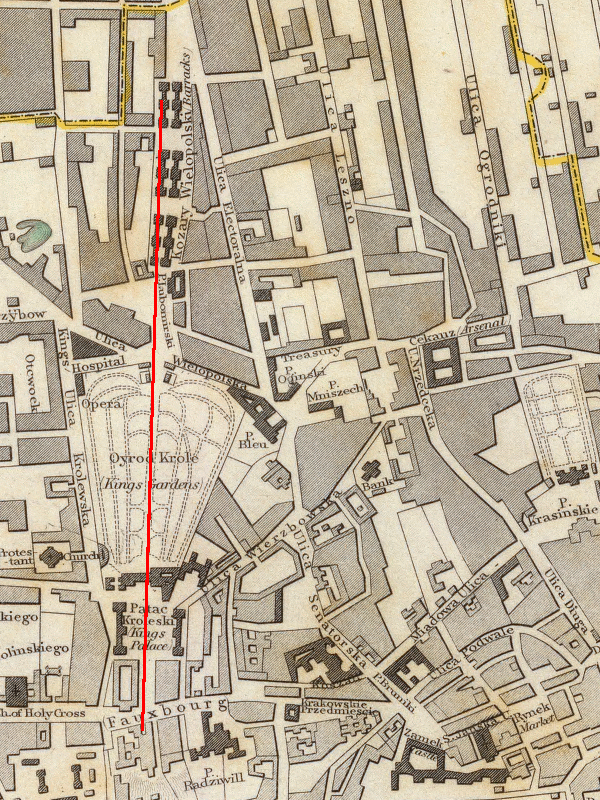
Saxon Axis marked on an 1831 map of Warsaw

萨克森中轴线（波蘭語：Oś Saska）是华沙城市历史中心的一个特征。这是一条从维斯瓦河经过总统府、克拉科夫郊区街、萨克森广场、萨克森宫、萨克森花园、卢博米尔斯基宫至铁门广场。
这个想法最初是由奥古斯特二世提出的，他打算建造一座大型皇宫，周围环绕以法式园林。该计划大致基于凡尔赛宫的巴洛克设计，覆盖现在华沙市很大一个部分。为城市的现代部分命名的主要概念是萨克森宫, 一条轴线穿过其花园中间，向两侧延伸。
1713年至1726年间，国王在该地区购买了28块土地，并邀请马修斯·丹尼尔·佩尔曼和约翰·克里斯托夫·诺曼设计城市规划。然而，由于财政困难，该计划未能完全实现。萨克森花园和萨克森宫得以建造，但在1733年奥古斯特二世去世后，在铁门广场拆除卢博米尔斯基宫的计划被取消。
1944年第二次世界大战和华沙起义期间，沿中轴线的所有建筑都被德国人拆除。战后，撒克森宫没有重建。然而，花园进行了翻新，被拆除的卢博米尔斯基宫得以重建，但为了适应18世纪的计划，旋转了角度。最近，位于维斯瓦河河岸的华沙大学图书馆也加入沿轴线设有主要入口的建筑名单中，前面的人行道上放置了一块巨大的金色石碑，标志着穿过市中心的路线。 